# Monaeses cinerascens
Monaeses cinerascens es una especie de araña cangrejo del género Monaeses, familia Thomisidae. Fue descrita científicamente por Thorell en 1887.

## Distribución
Esta especie se encuentra en Sri Lanka y Birmania.